# 奈良津堤の桜

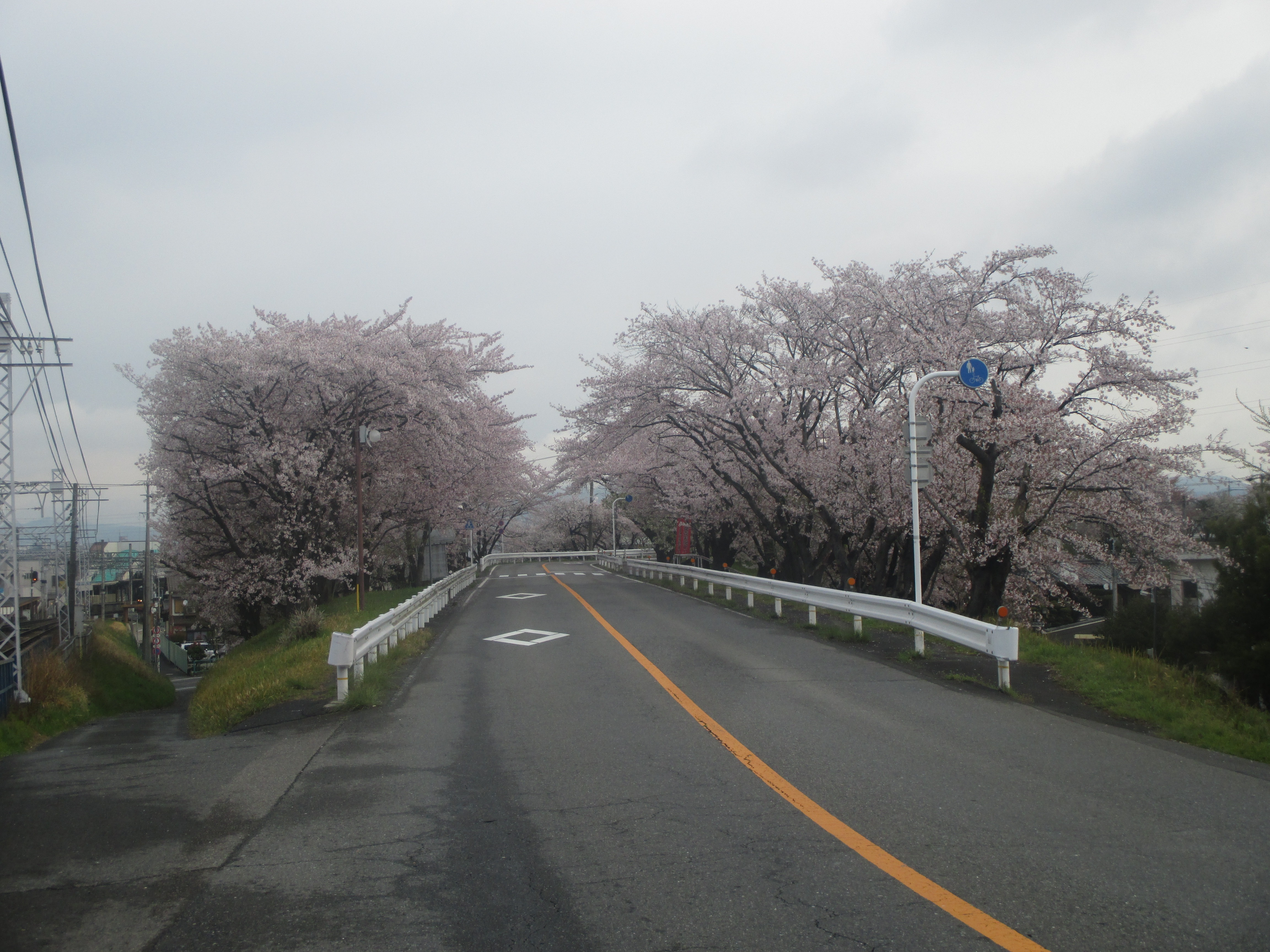
奈良津堤の桜

奈良津堤の桜（ならづつつみのさくら）は、岐阜県羽島郡笠松町の木曽川の堤防に設けられた桜並木である。別名は千本桜。

## 概要
江戸時代から奈良津堤はシダレザクラの並木が名所であり、1930年（昭和5年）には岐阜日日新聞による一般公募により、濃飛八景の第二位に選ばれている。
戦後、シダレザクラの多くが枯れたり伐採されたが（2020年（令和2年）現在、切り倒されたシダレザクラの古株は堤防斜面に多く残っている。）、1970年（昭和45年）に、笠松町が、かつてのシダレザクラの並木とほぼ同じ場所にソメイヨシノを植樹し、現在の桜並木が出来る。笠松町奈良町（笠松競馬場付近）から名鉄名古屋本線木曽川橋梁、魂生大明神を経由し、笠松町港町（笠松湊付近）まで至る全長約2kmの桜並木。植樹本数は約250本。
2003年（平成15年）3月には『飛騨・美濃さくら三十三選』に選ばれている。

## イベント
毎年3月下旬から4月上旬まで夜間ライトアップが行われる。
毎年4月に行われる笠松春まつりの会場のひとつ。

## その他
2005年（平成17年）に廃止された名鉄名古屋本線 東笠松駅は、この奈良津堤の桜並木沿いにあった。

## 交通アクセス
- 名鉄名古屋本線・竹鼻線 笠松駅下車、徒歩で約10分。
- 名鉄竹鼻線 西笠松駅下車、徒歩で約10分。
- 笠松町公共施設巡回町民バス「名鉄笠松駅」・「役場」・「歴史未来館」バス停など。